# Nordische Skispiele der OPA 2013
Die 28. Nordischen Skispiele der OPA fanden im Skilanglauf im Rahmen des Alpencups am 23. und 24. Februar 2013 im deutschen Hirschau statt. Die Wettbewerbe im Skispringen und in der Nordischen Kombination mussten abgesagt werden, weil kein Organisator in Italien gefunden wurde.

## Medaillenspiegel

### Nationen
| Platz | Land        | Gold | Silber | Bronze | Gesamt |
| ----- | ----------- | ---- | ------ | ------ | ------ |
| 1     | Deutschland | 5    | 6      | 3      | 14     |
| 2     | Frankreich  | 1    | 0      | 1      | 2      |
| 3     | Schweiz     | 0    | 0      | 1      | 1      |
|       | Österreich  | 0    | 0      | 1      | 1      |

### Sportler
| Platz | Sportler(in)            | Land | Gold | Silber | Bronze | Gesamt |
| ----- | ----------------------- | ---- | ---- | ------ | ------ | ------ |
| 1     | Antonia Fräbel          | GER  | 2    | 0      | 0      | 2      |
| 2     | Coletta Rydzek          | GER  | 1    | 1      | 0      | 2      |
|       | Janosch Brugger         | GER  | 1    | 1      | 0      | 2      |
| 4     | Matis Bouschrra Gaubert | FRA  | 1    | 0      | 1      | 2      |
|       | Nadja Langer            | GER  | 1    | 0      | 1      | 1      |
| 6     | Jonathan Epp            | GER  | 1    | 0      | 0      | 1      |
|       | Arthur Breysse          | FRA  | 1    | 0      | 0      | 1      |
|       | Martin Collet           | FRA  | 1    | 0      | 0      | 1      |
|       | Melanie Kain            | GER  | 1    | 0      | 0      | 1      |
| 10    | Richard Leupold         | GER  | 0    | 2      | 0      | 2      |
| 11    | Franz Bergelt           | GER  | 0    | 1      | 0      | 1      |
|       | Christoph Kaiser        | GER  | 0    | 1      | 0      | 1      |
|       | Jenny Buhl              | GER  | 0    | 1      | 0      | 1      |
|       | Katherine Sauerbrey     | GER  | 0    | 1      | 0      | 1      |
|       | Julia Richter           | GER  | 0    | 1      | 0      | 1      |
| 16    | Melanie Schäfer         | GER  | 0    | 1      | 0      | 1      |
| 17    | Julian Eff              | GER  | 0    | 0      | 1      | 1      |
|       | Jonas Heiland           | GER  | 0    | 0      | 1      | 1      |
|       | Alois Kunz              | GER  | 0    | 0      | 1      | 1      |
|       | Jacob Vogt              | GER  | 0    | 0      | 1      | 1      |
|       | Lea Fischer             | SUI  | 0    | 0      | 1      | 1      |
|       | Jacob Vogt              | GER  | 0    | 0      | 1      | 1      |
|       | Barbara Walchhofer      | AUT  | 0    | 0      | 1      | 1      |
|       | Lisa Achleitner         | AUT  | 0    | 0      | 1      | 1      |
|       | Julia Pfennich          | AUT  | 0    | 0      | 1      | 1      |

## Langlauf Jungen

### Schüler (5 km)
| Platz | Sportler           | Land | Zeit        |
| ----- | ------------------ | ---- | ----------- |
| 01    | Jonathan Epp       | GER  | 13:44,0 min |
| 02    | Franz Bergelt      | GER  | 13:44,3 min |
| 03    | Julian Eff         | GER  | 13:54,6 min |
| 04    | Lukas Mrkonjic     | AUT  | 14:01,4 min |
| 05    | Martin Coradazzi   | ITA  | 14:01,8 min |
| 06    | Albert Kuchler     | GER  | 14:05,8 min |
|       | Florian Schwentner | AUT  | 14:05,8 min |
| 08    | Maurus Lozza       | SUI  | 14:09,7 min |
| 09    | Elias Wechs        | GER  | 14:18,5 min |
| 10    | Rok Kenda          | SLO  | 14:20,2 min |

Datum: 24. Februar 2013

Es waren 18 Schüler am Start und kamen in die Wertung.

### Junioren (7,5 km)
| Platz | Sportler                | Land | Zeit        |
| ----- | ----------------------- | ---- | ----------- |
| 01    | Janosch Brugger         | GER  | 19:42,0 min |
| 02    | Richard Leupold         | GER  | 19:45,0 min |
| 03    | Matis Bouschrra Gaubert | FRA  | 19:48,8 min |
| 04    | Martin Collet           | FRA  | 19:49,9 min |
| 05    | Michael Föttinger       | AUT  | 20:06,2 min |
| 06    | Alois Kunz              | GER  | 20:14,9 min |
| 07    | Benjamin Moser          | AUT  | 20:19,1 min |
| 08    | Jacob Vogt              | GER  | 20:31,5 min |
| 09    | Jonas Heiland           | GER  | 20:43,7 min |
| 10    | Arthur Breysse          | FRA  | 20:48,2 min |

Datum: 24. Februar 2013

Es waren 24 Junioren am Start und kamen in die Wertung.

### Team (3 × 3,3 km)
| Platz | Sportler                                             | Land    | Laufzeiten                       | Gesamtzeit  |
| ----- | ---------------------------------------------------- | ------- | -------------------------------- | ----------- |
| 01    | Arthur Breysse Matis Bouschrra Gaubert Martin Collet | FRA I   | 7:17,6 min 7:12,3 min 7:32,1 min | 22:02,1 min |
| 02    | Janosch Brugger Christoph Kaiser Richard Leupold     | GER I   | 6:57,8 min 7:27,5 min 7:42,4 min | 22:07,8 min |
| 03    | Jonas Heiland Alois Kunz Jacob Vogt                  | GER II  | 7:18,5 min 7:13,2 min 7:40,1 min | 22:11,9 min |
| 04    | Patrick Duic Benjamin Moser Michael Föttinger        | AUT I   | 7:33,4 min 7:27,4 min 7:38,2 min | 22:39,2 min |
| 05    | Luka Plahuta Valter Hudovernik Miha Ličef            | SLO I   | 7:36,1 min 7:43,7 min 7:50,8 min | 23:10,7 min |
| 06    | Tobias Moosmann Florian Schwentner Nico Steiner      | AUT II  | 7:23,4 min 7:39,2 min 8:16,6 min | 23:19,3 min |
| 07    | Michele Rovere Daniele Cappellari Martin Coradzzi    | ITA I   | 7:50,5 min 7:44,0 min 8:01,8 min | 23:36,4 min |
| 08    | Dario Cavelti Dario Imwinkelried Livio Matossi       | SUI II  | 7:40,0 min 7:36,2 min 8:24,2 min | 23:40,5 min |
| 09    | Maurizio Cavelti Marius Lozza Lauro Brändle          | SUI I   | 7:56,1 min 7:43,6 min 8:06,8 min | 23:46,6 min |
| 10    | Julian Eff Elias Wechs Franz Bergelt                 | GER III | 7:59,9 min 7:47,1 min 8:07,8 min | 23:53,0 min |

Datum: 23. Februar 2013

Es waren 13 Teams am Start und kamen in die Wertung.

## Langlauf Mädchen

### Schülerin (5 km)
| Platz | Sportler        | Land | Zeit        |
| ----- | --------------- | ---- | ----------- |
| 01    | Melanie Kain    | GER  | 15:30,0 min |
| 02    | Jenny Buhl      | GER  | 15:31,1 min |
| 03    | Lea Fischer     | SUI  | 15:36,3 min |
| 04    | Tjasa Trampus   | SLO  | 15:39,2 min |
| 05    | Mara Niedling   | GER  | 15:42,6 min |
| 06    | Anina Capelli   | SUI  | 15:45,1 min |
| 07    | Melina Schöttes | GER  | 15:53,4 min |
| 08    | Nina Klemenčič  | SLO  | 15:59,1 min |
| 09    | Katharina Baum  | GER  | 16:04,7 min |
| 10    | Anna Juppe      | AUT  | 16:07,5 min |

Datum: 24. Februar 2012

Es waren 19 Schülerin am Start und kamen in die Wertung.

### Juniorinnen (5 km)
| Platz | Sportler            | Land | Zeit        |
| ----- | ------------------- | ---- | ----------- |
| 01    | Antonia Fräbel      | GER  | 14:18,6 min |
| 02    | Coletta Rydzek      | GER  | 14:48,4 min |
| 03    | Nadja Langer        | GER  | 14:50,2 min |
| 04    | Katherine Sauerbrey | GER  | 14:52,7 min |
| 05    | Melanie Schäfer     | GER  | 15:06,8 min |
| 06    | Julia Pfennich      | AUT  | 15:13,6 min |
| 07    | Barbara Walchhofer  | AUT  | 15:20,9 min |
| 08    | Julia Richter       | GER  | 15:31,8 min |
| 09    | Emilie Bulle        | FRA  | 15:49,4 min |
| 10    | Myrtille Begue      | FRA  | 15:55,2 min |

Datum: 24. Februar 2012

Es waren 20 Juniorinnen am Start und kamen in die Wertung.

### Team (3 × 3,3 km)
| Platz | Sportler                                           | Land    | Laufzeiten                       | Gesamtzeit  |
| ----- | -------------------------------------------------- | ------- | -------------------------------- | ----------- |
| 01    | Antonia Fräbel Nadja Langer Coletta Rydzek         | GER I   | 7:49,1 min 8:19,4 min 8:43,8 min | 24:52,4 min |
| 02    | Katherine Sauerbrey Julia Richter Melanie Schäfer  | GER II  | 7:58,2 min 8:37,8 min 8:39,3 min | 25:15,4 min |
| 03    | Barbara Walchhofer Lisa Achleitner Julia Pfennich  | AUT I   | 8:14,0 min 8:25,7 min 8:39,0 min | 25:18,8 min |
| 04    | Deborah Laffont Emilie Bulle Myrtille Begue        | FRA I   | 8:26,0 min 8:27,5 min 8:51,1 min | 25:44,7 min |
| 05    | Tjasa Trampus Nina Klemenčič Liza Praznik          | SLO I   | 8:23,1 min 8:43,2 min 9:16,2 min | 26:22,6 min |
| 06    | Jenny Buhl Mara Niedling Melanie Kain              | GER III | 8:22,7 min 8:43,4 min 9:19,9 min | 26:26,1 min |
| 07    | Anna Juppe Magdalena Machreich Kristina Oberthaler | AUT II  | 8:28,6 min 8:57,1 min 9:05,0 min | 26:30,9 min |
| 08    | Alina Capelli Selina Schnider Lea Fischer          | SUI I   | 8:30,3 min 8:56,6 min 9:04,0 min | 26:31,0 min |
| 09    | Polona Klemenčič Klara Lekse Veronik Jakopic       | SLO II  | 8:27,4 min 8:37,8 min 9:38,1 min | 26:43,4 min |
| 10    | Katharina Baum Lena Zeise Melina Schöttes          | GER 4   | 9:03,0 min 8:58,8 min 9:36,0 min | 27:37,8 min |

Datum: 23. Februar 2013

Es waren 12 Teams am Start und kamen in die Wertung.